# أبيمديون متعدد الأزهار
أبيمديون متعدد الأزهار (الاسم العلمي: Epimedium multiflorum) هو نوع من النباتات يتبع جنس الأبيمديون من الفصيلة البرباريسية.